# رباط عجزي حدبي
رباط عجزي حدبي (بالإنجليزية: Sacrotuberous ligament)‏ هو رباط يقع في الجزء السفلي والخلفي من الحوض. يكون مسطحًا ومثلثًا في الشكل، وضيقًا في المنتصف ثم في النهاية.

## الوظيفة
يحتوي الرباط العجزي الحدبي على الفرع العصعصي من الشريان الألوي السفلي.

## الأهمية السريرية
إذا حُشرَّ العصب الفرجي بين هذا الرابط والرباط العجزي الشوكي فإنَّ هذا يُحدثُ ألمًا عجانيًا، لذلك يُقطع الرباط العجزي الحدبي جراحيًا لإزالة الألم.

## معرض صور

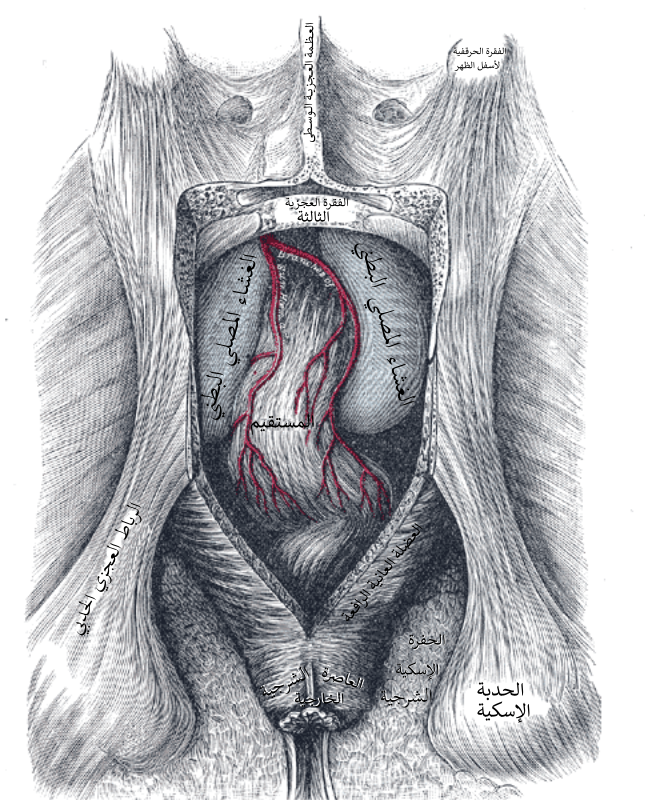
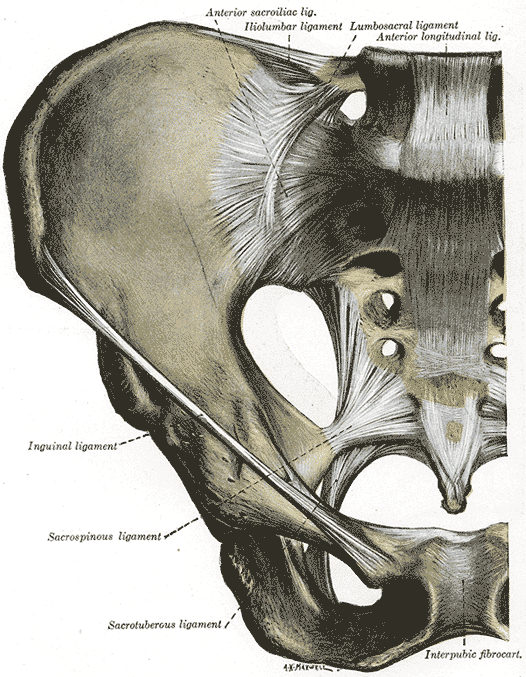
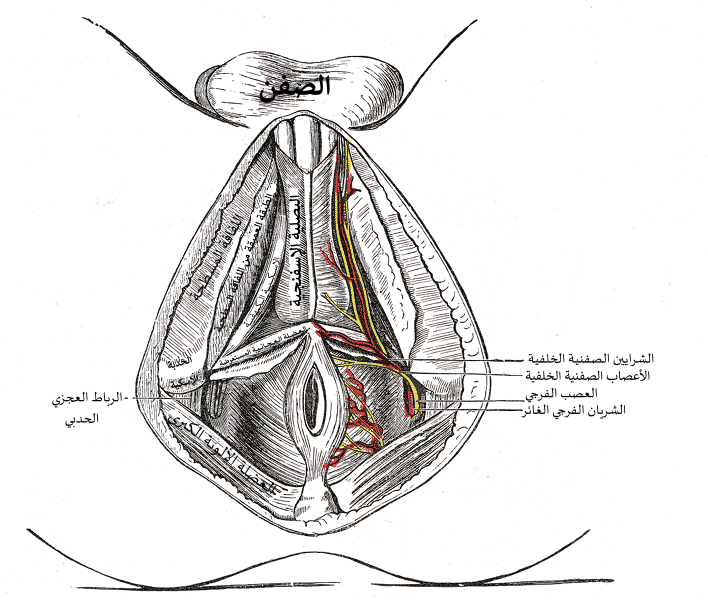

## روابط خارجية
- شكل تشريحي: 13:03-04 على موقع مركز سوني دونستات الطبي (تشريح بشري عبر الإنترنت).
- شكل تشريحي: 17:02-05 على موقع مركز سوني دونستات الطبي (تشريح بشري عبر الإنترنت).
- صور تشريحية:41:os-0114 في مركز داونستيت الطبي التابع لجامعة نيويورك
- صور تشريحية:42:12-0102 في مركز داونستيت الطبي التابع لجامعة نيويورك
- صور تشريحيَّة:9075 على موقع مركز سوني دونستات الطبي.
- hip/hip%20ligaments/ligaments7 at the مدرسة الطب في دارتموث's Department of Anatomy